# Groupe de NGC 1792
Le groupe de NGC 1792 comprend au moins huit galaxies situées dans la constellation de la Colombe. La distance moyenne entre ce groupe et la Voie lactée est d'environ 17,5 Mpc (∼57,1 millions d'al). Sept de ces galaxies brillent dans le domaine des rayons X. 

## Membres
Le tableau ci-dessous liste les sept galaxies galaxies mentionnées selon l'ordre indiqué dans un article de Sengupta et Balasubramanyam paru en 2006.
Un article publié par A. M. Garcia en 1993 mentionne aussi les galaxies de ce groupe, mais sous le nom de « groupe de NGC 1800 ». La galaxie ESO 362-G016 ne figure pas dans la liste de Garcia, mais une huitième galaxie s'ajoute au groupe, ESO 305-G017. Cette galaxie ne brille pas dans le domaine des rayons X. 
Notons également que le site de Richard Powell, « Un Atlas de l'Univers », fait aussi mention du groupe de NGC 1792, mais avec seulement quatre galaxies, soit NGC 1792, NGC 1808, NGC 1827 et ESO 305-9.
| Nom          | Classification | Type                            | α (J2000.0)   | δ (J2000.0)  | Vitesse radiale (km/s) | Magnitude apparente | Distance (Mpc) | Diamètre (kal) |
| ------------ | -------------- | ------------------------------- | ------------- | ------------ | ---------------------- | ------------------- | -------------- | -------------- |
| NGC 1808     | (R'_1)SAB(s:)b | Spirale intermédiaire           | 05h 07m 42.3s | -37° 30′ 47″ | 1001 ± 4               | 9,9                 | 15,1 ± 1,1     | 88             |
| NGC 1792     | SA(rs)bc       | Spirale                         | 05h 05m 14.4s | -37° 58′ 51″ | 1211 ± 2               | 10,2                | 18,1 ± 1,3     | 90             |
| NGC 1827     | SAB(s)cd:      | Spirale intermédiaire           | 05h 10m 04.6s | -36° 57′ 37″ | 1036 ± 4               | 12,6                | 15,7 ± 1,1     | 47             |
| ESO 305-G009 | SB(s)dm        | Spirale barrée                  | 05h 08m 07.6s | -38° 18′ 33″ | 1021 ± 2               | 12,7874             | 15,4 ± 1,1     | 73             |
| ESO 362-G011 | Sbc?           | Spirale                         | 05h 16m 38.0s | -37° 06′ 09″ | 1344 ± 3               | 10,73               | 20,3 ± 1,4     | 151            |
| ESO 362-G016 | ?              | Naine                           | 05h 19m 18.5s | -37° 06′ 17″ | 1340 ± 2               | 15,36 ± 0,09        | 20,3 ± 1,4     | 23             |
| ESO 362-G019 | SB(s)m         | Spirale barrée magellanique     | 05h 21m 04.2s | -36° 57′ 25″ | 1288 ± 6               | 13,46               | 19,6 ± 1,4     | 50             |
| ESO 305-G017 | IB(s)m         | Irrégulière barrée magellanique | 05h 15m 00.6s | -41° 23′ 33″ | 1071 ± 3               | 13,72 ± 0,09        | 16,3 ± 1,1     | 55             |

Le site DeepskyLog permet de trouver aisément les constellations des galaxies mentionnées dans ce tableau ou si elles ne s'y trouvent pas, l'outil du site constellation permet de le faire à l'aide des coordonnées de la galaxie. Sauf indication contraire, les données proviennent du site NASA/IPAC.